# Spirbakken
Spirbakken er en areal ved Vestkysten godt 5 kilometer syd for Skagen og umiddelbart syd for Skagen Klitplantage.
Der ligger en ung vandrende sandmile.
Den høje klitformation har haft en båke.
Der har ligget en redningsstation og rester af bygningen ses stadig på stedet.
Barken Erato strandede med tyve søfolk på revlerne ud for Spirbakken den 7. februar 1894.
Strandingen og redningsaktionen er fortalt af Ludvig Mylius-Erichsens i hans autentiske novelle Bark "Erato" af Sølvitsborg udgivet i 1901.